# Sojuz TM-30
Sojuz TM-30 (ryska: Союз ТM-30) var en flygning i det ryska rymdprogrammet. Det var den sista flygningen till rymdstationen Mir. Farkosten sköts upp med en Sojuz-U-raket, från Kosmodromen i Bajkonur den 4 april 2000. Den dockade med rymdstationen den 6 april 2000. Farkosten lämnade rymdstationen den 15 juni 2000. Några timmar senare återinträdde den i jordens atmosfär och landade i Kazakstan.